# 陳崇榮
陳崇榮（1979年—），台灣前童星，出生於台北，自1986年拍攝電影《好小子2》以後，顏正國、左孝虎與綽號小胖的陳崇榮所組成的「好小子」頓時成為台灣最知名的童星組合之一。之後的數年內陳崇榮仍與另兩位好小子搭檔接拍不少部賣座電影，但長大後完全淡出演藝圈，轉而投身電腦業從事電腦工程師，並且自己開了一家店。2013年，與顏正國共同演出微電影《人生》。

## 電影作品
- 1985年:《少爺兵》
- 1985年:《寶貝家庭》
- 1985年:《老少江湖》
- 1986年:《好小子》
- 1986年:《好小子第2集》
- 1987年:《好小子第3集－苦兒流浪記》
- 1987年:《好小子第4集－跨越時空的小子》
- 1988年:《好小子第5集－萬能運動員》
- 1988年:《菜刀與六個朋友》
- 1989年:《好小子第6集－小龍過江》
- 1990年:《遊俠兒》
- 1990年:《小鬼大哥大》

## 電視作品
- 1989年：中視連續劇《好小子吉利》
- 1991年：華視連續劇《家有仙妻》趙小冬

## 微電影
- 2013年：《人生》

## 網路劇
2016年：《魯蛇總動員》

## 腳註
1. ↑  . ETtoday.net. 2012-03-12  [2013-04-29]. （原始内容存档于2013-06-12）.

## 外部連結
- 陳崇榮在香港影庫上的簡介